# BroekToe
BroekToe was een Belgisch productiehuis in Gent dat verantwoordelijk was voor een aantal producties op de Vlaamse televisie, waaronder Superstaar en Helden van de lach.

## Geschiedenis
Het bedrijf werd in 2012 opgericht door Bram Bostyn en Joost Laperre. Gunter Lamoot was het bekendste schermgezicht van het bedrijf. Verder waren onder anderen ook Sebastien Dewaele en David Galle er werkzaam. Naast televisiewerk was het bedrijf eveneens actief in het theater en de muzieksector.
De naam van het bedrijf komt van een klassiek flauw grapje: "Zeg tegen een man ‘Broek toe!’, het liefst hardop in gezelschap, en hij kijkt meteen naar zijn gulp, of die nu openstaat of niet."
Gunter Lamoot lukte geen overeenkomst met productiehuizen voor een eventuele samenwerking en werkte verder aan een carrière in stand-upcomedy. Nadat hij een akkoord bereikte met de Vlaamse zender 2BE om voor hun het humoristisch televisieprogramma Superstaar te maken, was zijn voorkeur om het programma te produceren met een eigen klein productiehuis en zo werd BroekToe opgestart in een achterhuis vlak bij de Gentse Dampoort. Bram Bostyn werd de manager van het bedrijf en Joost Laperre bekommerde zich om de regie, montage en productie. Van 2012 tot 2013 maakten ze twee seizoenen van Superstaar.
In 2014 creëerden ze daarna Helden van de lach, een zesdelige documentaire reeks over de meest representatieve en invloedrijke Vlaamse humoristen van de laatste 50 jaar.
Met Bevergem waren ze co-producent van hun enige fictieserie. In 2013 zorgde BroekToe ervoor dat het Vlaams Audiovisueel Fonds een bedrag van 750.000 euro aan subsidies toekende aan het fictieproject. Stand-upcomedian Bart Vanneste speelde de hoofdrol. De komische serie werd opgenomen in 2014 en uitgezonden op de Vlaamse zender Canvas in 2015.
Lookalikes in 2015 was hun laatste grote televisieproductie. In 2017 staakte het bedrijf zijn activiteiten.

## Tv-producties
- Superstaar (2BE, 2012-2013)[10]
- Helden van de lach (Canvas, 2014)
- Bevergem (Canvas, 2015), co-producent[11]
- Blinde vlekken (Canvas, 2015) (special, documentaire)[12]
- Lookalikes (2BE, 2015)[13]

## Dvd-opnames
- Stand-upshow - Nigel Williams - Working class hero (2013)
- Stand-upshow - Gunter Lamoot - Rauwe kloten (2013)
- Stand-upshow - Steven Goegebeur - De geknipte man (2014)[14]
- Theatershow - Preuteleute - Un-Butt-Plugged (2014)
- Stand-upshow - Bas Birker - Op weg (2014)
- Stand-upshow - Piet De Praitere - Gekapt (2015)
- Stand-upshow - David Galle - Overleven in de chaos (2017)